# Selected Ambient Works 85–92

Das Logo von Aphex Twin dominiert größtenteils das Cover des Albums.

Selected Ambient Works 85–92 (oft mit SAW 85–92 oder schlicht SAW 1 abgekürzt) ist das Debütalbum des britischen Electronica-Musikers Richard D. James alias Aphex Twin. Es wurde im November 1992 von dem Sublabel Apollo des belgischen Indie-Labels R&S Records veröffentlicht.

## Geschichte
In den späten 1980er und frühen 1990er Jahren war Richard D. James ein Nachtclub-DJ in seiner Heimat Cornwall, Großbritannien. Dort lernte er viel über neue Musiktechnologien und Rhythmuspatterns. Mit der Clubszene hinter seinem Rücken und einer kleinen Fangemeinde veröffentlichte James SAW 85-92, was vor allem vor seiner DJ-Zeit aufgenommen wurde. Es bestand aus instrumentalen, radiotauglichen Songs, welche vor allem beatorientiert waren. Richard D. James stellte sein neues Material Freunden per Kassetten vor, die er abspielte, wenn sie mit dem Auto durch die Gegend fuhren.
Die Songs waren schneller und mit mehr Percussion als viele andere Ambient-Veröffentlichungen, wie zum Beispiel von Brian Eno. Sein Folgealbum, Selected Ambient Works Volume II (1994), nähert sich diesem ursprünglichen Ambient wieder an.
Sollte James wirklich schon ab 1985 begonnen haben, Musik für dieses Album zu produzieren (er wurde 1971 geboren), wäre er 13 oder 14 Jahre alt gewesen.
Im September 2006 veröffentlichte R&S Records ein Remaster des Albums als Doppel-LP, eine CD-Version folgte im April 2008.

## Struktur
Obwohl das Album hauptsächlich instrumental gestaltet ist, beinhalten viele Tracks Samples. In Xtal befinden sich Samples einer weiblichen Stimme sowie andere Ambient-Sounds. Bei Tha kann man mehrere Menschen reden hören, darunter auch höchstwahrscheinlich James selbst, während bei Actium quietschende Schuhe in einem großen Flur gehört werden können. We Are the Music Makers beinhaltet eine Zeile aus einem Dialog vom Film Charlie und die Schokoladenfabrik (1971). Green Calx beinhaltet Samples von RoboCop (1987) sowie ein kurzes Sample des Gesangparts bei Fodderstompf von Public Image Ltd., sowie Eröffnungsmusik von John Carpenters Film Das Ding aus einer anderen Welt (1982).
James produzierte eine andere Version von We Are the Music Makers unter seinem Pseudonym Caustic Window. Der Song namens We Are the Musik Makers (Hardcore Mix), hat abgesehen vom Sample keinerlei Ähnlichkeit zum Original. Es wurde wohl mit demselben Equipment produziert. Der Track erschien auf der seltenen Joyrex J9ii-EP.

## Titelliste
Alle Songs wurden von Richard D. James komponiert und produziert.
Seite A
1. Xtal – 4:54
2. Tha – 9:06
3. Pulsewidth – 3:46
Seite B
4. Ageispolis – 5:23
5. i – 1:17
6. Green Calx – 6:05
7. Heliosphan – 4:51
Seite C
8. We Are the Music Makers – 7:43
9. Schottkey 7th Path – 5:08
10. Ptolemy – 7:10
Seite D
11. Hedphelym – 6:00
12. Delphium – 5:26
13. Actium – 7:32

## Rezeption
AllMusic schreibt, dass die „Soundqualität relativ schlecht ist“, das Album aber ein „Wendepunkt der Ambientmusik“ sei.
David M. Pecoraro von Pitchfork sagt, es sei „die interessanteste mit einem Keyboard und Computer produzierte Musik aller Zeiten“. Rolling Stone nannte das Album „majestätisch“ und die Rolling Stone Encyclopedia of Rock & Roll behauptet, das Album werde von Kritikern als „Ambient-Meisterwerk, vergleichbar mit Werken von The Orb oder Brian Eno“ gesehen.
Warp Records erklärte es zur „Geburtsstätte moderner elektronischer Musik“ und gab an, dass „jeder Haushalt eine Kopie besitzen sollte“.
Pitchfork wählte Selected Ambient Works 85–92 auf Platz 1 der 50 besten IDM-Alben.
NME führt es auf Platz 121 der 500 besten Alben aller Zeiten.
In der Auswahl der 300 besten Alben aus dem Zeitraum 1985 bis 2014 von Spin erreichte es Platz 204. Es belegt zudem, geteilt mit dem Nachfolger, Platz 56 der 90 besten Alben der 1990er Jahre.
Uncut wählte Selected Ambient Works 85–92 auf Platz 167 der 200 besten Alben aller Zeiten.

„Jeder Raver und jeder Musikfan, der auch nur ein geringes Interesse an elektronischer Musik hat, sollte eine abgenutzte Kopie von Selected Ambient Works 85–92 in seiner Sammlung haben. Das Album stellte einen Wendepunkt für die Dance Music dar. Seine spärlichen und unheimlichen Synthie-Linien klingen auch heute noch berauschend. (...) Der Hörer findet leicht Zugang, denn das Album ist hypnotisch, verführerisch und trifft den Geschmack der damaligen und der jetzigen Fans. Die Textzeile ‚We are the music makers, and we are the dreamer of dreams‘ ist teilweise wahr. Wir alle können träumen, aber nur Richard D. James kann solche Musik machen.“

Das Album wurde in die 1001 Albums You Must Hear Before You Die aufgenommen.

## Trivia
- Selected Ambient Works 85–92 war die letzte Veröffentlichung von Aphex Twin bei R&S Records, 1993 wechselte er zu seinem heutigen Label Warp Records. R&S hält weiterhin die Rechte am Debütalbum.
- Der britische Noise-Musiker V/Vm veröffentlichte einen Remix des Songs Ageispolis als Teil seiner helpaphextwin-Serie.
- In Anlehnung an das Album nannte das Ambient-Projekt Cowboy Sadness sein 2024 erschienenes Debüt Selected Jambient Works Vol. 1.